# 豚と薔薇
『豚と薔薇』（ぶたとばら）は、司馬遼太郎の長編推理小説。

## 概要
1960年7月から8月にかけ「週刊文春」に連載され、1960年10月に『豚と薔薇』東方社（他に短編「兜率天の巡礼」、1968年4月に再版）が刊行された。
1962年11月に刊行された『古寺炎上』角川書店〈角川小説新書〉に収録された。
司馬自身は東方社版のあとがきで、この作品は自らすすんで書いたものではなく、これから以後も推理小説は書かないつもりでいることを明言している。
『司馬遼太郎全集』（文藝春秋）には未収録で、また文庫再刊もされず、故に刊行版の装丁の点からも残りにくいこともあり、双方とも古書値は大変高価である。

## あらすじ
田尻志津子は尾沼幸治と愛人関係にあった。ある日、尾沼が水死体となって大阪府の木津川で発見される。田尻は兄の友人で新聞記者の那須重吉とともに生前の尾沼について調べていくが、その過程で尾沼は複数の偽名を使い、多数の女と関係も持っていたことが明らかとなる。